# Beekkant (buurtschap)
Beekkant (Limburgs: De Baekkantj) is een buurtschap bij Baexem in de gemeente Leudal, in de Nederlandse provincie Limburg. Tot 2007 viel deze onder de gemeente Heythuysen.
Beekkant ligt ongeveer een kilometer ten oosten van Baexem, op de linkeroever van de Haelense Beek, de beek waarnaar de plaatsnaam verwijst. De buurtschap wordt gevormd door circa vijftien boerderijen en woningen die gelegen zijn aan de gelijknamige straat Beekkant, maar ook aan de Heythuyserweg en de Stekstraat. Aan de overzijde van de Haelense Beek bevindt zich het natuurgebied de Hornerheide. De spoorlijn Budel - Vlodrop loopt vlak noordelijk langs de buurtschap, met aan de andere kant daarvan het natuurgebied het Leudal.
Qua adressering valt Beekkant volledig onder de woonplaats Baexem. De boerderij de Stokshof, die alleen via Beekkant bereikbaar is, wordt gerekend tot de woonplaats Horn.
Dorpen: Baexem · Buggenum · Ell · Grathem · Haelen · Haler · Heibloem · Heythuysen · Horn · Hunsel · Ittervoort · Kelpen-Oler · Neer · Neeritter · Nunhem · Roggel

Buurtschappen: Aan de Bergen · Aan het Broek · Achter het Klooster · Asbroek · Beekkant · Berik · Blenkert · Brumholt · Caluna · Castert · De Horck · Dries · Eiland · Eind · Ellerhei · Gendijk · Geneijgen · Gerhegge · Haelense Broek · Hanssum · Heiakker · Heide (Heythuysen) · Heide (Roggel) · Heioord · Heugde · Hoek · Hollander · Hoogschans · Hoogstraat · De Horck · Kappert · Karreveld · Keizerbos · Kinkhoven · Laak · Maxet · Mortel · Nijken · Op de Bos · Ophoven · Overhaelen · Roligt · Santfort (deels) · Schaapsbrug · Schans (Ell) · Schans (Roggel) · Schillersheide · Smidstraat · Strubben · Uffelse · Venne · Vestjenshoek · Vlaas · Waije

Voormalige gemeenten: Haelen · Heythuysen · Hunsel · Roggel en Neer

Limburg: Steden en dorpen      Nederland: Provincies · Gemeenten